# Гончаренко, Владимир Борисович
Влади́мир Бори́сович Гончаре́нко (28 октября 1954 — 28 марта 2022) — российский дипломат. Чрезвычайный и полномочный посол (2020).

## Биография
Окончил МГИМО МИД СССР (1980). На дипломатической работе с 1980 года. Владел испанским, французским и португальским языками.
- В 1999—2003 годах — советник-посланник Посольства России в Португалии.
- В 2003—2006 годах — заместитель директора Департамента — Секретариата Министра МИД России.
- С 16 февраля 2006 по 19 июня 2013 года — чрезвычайный и полномочный посол России в Республике Мадагаскар и Союзе Коморских Островов по совместительству[1][2].
- В 2013—2016 годах — заместитель директора Департамента по работе с соотечественниками за рубежом МИД России.
- В 2016—2017 годах — директор Департамента лингвистического обеспечения МИД России.
- В 2017—2019 годах — посол по особым поручениям МИД России.
- С 26 июня 2019 года — чрезвычайный и полномочный посол России в Брунее[3].

Скончался 28 марта 2022 года.

## Награды
- Медаль ордена «За заслуги перед Отечеством» II степени.
- Медаль «В память 850-летия Москвы».
- Почётная грамота МИД России.

## Дипломатический ранг
- Чрезвычайный и полномочный посланник 2 класса (15 января 2002)[5].
- Чрезвычайный и полномочный посланник 1 класса (29 октября 2008)[6].
- Чрезвычайный и полномочный посол (2 октября 2020)[7].